# Klippbild
Klippbilder förekommer ofta i nyhetsreportage i TV och i dokumentärer. Klippbilder används för att sammanfoga bildsekvenser till ett jämnt flöde. Klippbilder kan bestå av till exempel miljö- eller avståndsbilder från platsen där reportaget sker, och används för att kunna klippa mellan olika delar i intervjun (klippbilden överlappar då skarven mellan intervjuns olika delar), för att kunna lägga en speaker (där den som talar inte syns i bild), samt för att ge en känsla av atmosfären runt omkring. Ibland använder man arkivmaterial som klippbilder.
I nyhetsreportage är klippbilder praktiskt taget standard, oavsett om de tillför någon relevant information eller inte. 
I spelfilm kan klippbilder användas om det saknas kontinuitet mellan två tagningar, för att undvika jump cuts eller för att framhäva en viss detalj.